# Borgøy
Die Borgøy (von norwegisch borg ‚Burg‘ und norwegisch øy ‚Insel‘, englisch Borg Island) ist eine Insel im östlichen Teil der Inselgruppe Øygarden vor der Küste des ostantarktischen Kemplands.
Norwegische Kartografen erfassten sie anhand von Luftaufnahmen, die bei der Lars-Christensen-Expedition 1936/37 entstanden.